# Itano

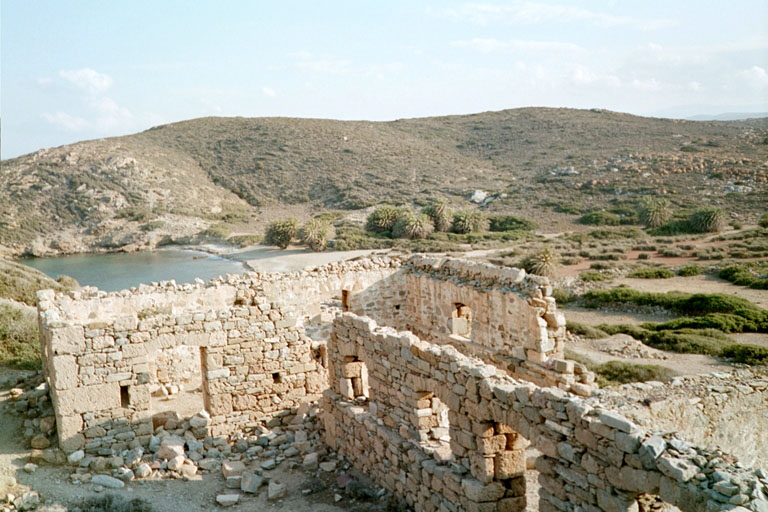
Ruinas de Itano.

Itano (en griego, Ίτανος) es el nombre de una unidad municipal perteneciente al municipio de Sitía de la isla griega de Creta. En el año 2011 contaba con 2108 habitantes. En su territorio se encuentran los restos de la antigua ciudad de su mismo nombre.

## Historia
La antigua ciudad de Itano es citada por Heródoto como el lugar de origen de Corobio, un pescador que, según la tradición, dirigió a los exploradores de Tera hasta una isla de Libia llamada Platea.
Es mencionada también en una lista de las ciudades cretenses citadas en un decreto de Cnosos de hacia los años 259/233 a. C.
Se conservan monedas acuñadas por Itano fechadas a partir de aproximadamente el año 380 a. C.